# Бомарше, Пьер
Пьер-Огюсте́н Каро́н, с 1757 года именовавший себя Бомарше́ (фр. Pierre-Augustin Caron de Beaumarchais; 24 января 1732, Париж — 18 мая 1799, там же) — французский драматург и публицист, известный в первую очередь комедийными пьесами «Севильский цирюльник» (1775) и «Женитьба Фигаро» (1784).

## Биография

### Происхождение и молодость
Родился 24 января 1732 года в городе Париже в семье гугенотского происхождения. Сын часовых дел мастера Андре-Шарля Карона (1698—1775) и некоей Мари-Луиз Пишон (ум. 1758), он сначала пошёл по стопам отца, но одновременно ревностно изучал музыку. Музыкальные таланты и ораторский дар открыли молодому Карону доступ в высшее общество, где он приобрёл большие связи, очень пригодившиеся ему впоследствии. Он даже ухитрился попасть ко двору Людовика XV, дочерей которого обучал игре на арфе. Благодаря двум выгодным бракам (оба раза он женился на богатых вдовах — Франкэ и Левёк — и оба раза скоро овдовел), а также сотрудничеству с банкиром Дюверне он стал обладателем значительного состояния.
После первого брака в ноябре 1756 г. Карон принял более аристократически звучащую фамилию «де Бомарше», по названию поместья Bosc Marchais, унаследованного женой от первого мужа. Ранняя смерть первой супруги дала повод недоброжелателям обвинить его в убийстве. Эти слухи спустя много десятилетий отразились в пьесе Пушкина «Моцарт и Сальери» («правда ли, Сальери, // что Бомарше кого-то отравил?»), а в ответе Сальери на этот вопрос: «он слишком был смешон // для ремесла такого» — Пушкин цитирует подлинные слова Вольтера о Бомарше по этому поводу. В действительности такие обвинения крайне маловероятны, поскольку смерть супруги была очень невыгодна для будущего драматурга, который остался с огромным количеством невыплаченных долгов; вернуть их он смог лишь гораздо позже при помощи своего друга Дюверне.

### 1760—1780 годы
В 1764 году он отправился по семейным делам в Мадрид, чтобы защитить честь сестры, обманутой женихом — испанским писателем Хосе Клавихо-и-Фахардо.. В Испании Бомарше проявил поразительную энергию, ум и умение налаживать и использовать связи: один в чужой стране, он сумел проникнуть к министрам, а потом и ко двору, понравился королю и добился удаления своего противника от двора и лишения должности. Вернувшись в Париж, Бомарше дебютировал в 1767 году пьесой «Eugénie» («Эжени»), имевшей некоторый успех. В 1770 году он выпустил драму «Les deux amis» («Два друга»), которая успеха не имела. В этом же году умер его компаньон и покровитель Дюверне; его наследники не только отказались выплатить долг Бомарше, но обвинили последнего в обмане.
Бомарше начал тяжбу с наследником Дюверне, графом Блака, и тут-то ему представился случай выказать в полном блеске свою изумительную изворотливость, а также литературный и ораторский талант. В первой инстанции Бомарше выиграл дело, но во второй — проиграл. По обычаям того времени, он перед разбором своего дела посетил своих судей и поднес подарки жене докладчика по его делу, г-же Гезман. Когда дело было решено не в пользу Бомарше, г-жа Гезман вернула ему подарки, за исключением 15 луидоров. Бомарше воспользовался этим как поводом, чтобы возбудить дело против своих судей. Судья в свою очередь обвинил его в клевете. Тогда Бомарше выпустил свои «Mémoires» («Мемуары»), где беспощадно обличал судебные порядки тогдашней Франции. Написанные с большим мастерством (к слову, Вольтер был от них в восторге), «Мемуары» имели шумный успех и расположили в пользу Бомарше общественное мнение. 26 февраля 1774 года процесс окончился: судья Гезман лишился должности, а г-жа Гезман и Бомарше получили «большой выговор». Но в 1776 году Бомарше был восстановлен в правах, а в 1778 году выиграл (не без помощи «Suite de mémoires» — «Продолжения мемуаров») дело с наследниками Дюверне.
Во время войны за независимость американских колоний Бомарше, через специально для того созданную фирму «Родриго Горталес и Ко» снабжает оружием и боеприпасами американских повстанцев. На сентябрь 1777 года Бомарше осуществил поставки на 5 млн ливров, которые впоследствии так и не были возмещены американским правительством. Последнее не раз обсуждало проблему долга, и лишь к середине XIX века наследники Бомарше получили некую сумму, значительно меньшую причитающейся, даже без учета процентов.

### «Севильский цирюльник», «Женитьба Фигаро» и «Тарар»
Популярность Бомарше выросла ещё больше после появления его комедий «Женитьба Фигаро» (1784) и «Севильский цирюльник» (1775), которые сделали его самым любимым писателем Франции того времени. В обеих пьесах Бомарше является провозвестником революции, и овации, которые устраивались ему после представлений, доказывали, что народ это очень хорошо сознавал. «Женитьба Фигаро» выдержала 100 представлений подряд, и недаром сам Наполеон отзывался о ней: «…Это уже была революция в действии».
Почти одновременно с «Женитьбой Фигаро», в 1784 году, Бомарше написал оперное либретто под названием «Тарар», предназначенное первоначально для К. В. Глюка. Однако Глюк работать уже не мог, и Бомарше предложил либретто его последователю Антонио Сальери, чья опера «Данаиды» с большим успехом шла в Париже. Исключительный успех «Тарара» Сальери укрепил и славу драматурга.

### 1776—1799 годы: Американская и Французская революции
Когда началась война за независимость США, Бомарше занялся военными поставками Штатам через подставную компанию Roderigue Hortalez and Company, нажив на этом миллионы. В1777 году Бомарше был ранен в аварии экипажа, когда мчался в Париж с новостями о победе, добытой американскими повстанцами под Саратогой при помощи его поставок оружия и обмундирования.
В 1781 году некий банкир Корнманн затеял судебный процесс против собственной жены, обвиняя её в неверности (супружеская неверность в то время была уголовно наказуемым деянием). Бомарше представлял на процессе интересы мадам Корнманн и блестяще выиграл процесс, несмотря на то, что представлявший интересы мужа адвокат Николя Бергасс был очень сильным противником. Однако симпатии публики на этот раз оказались по преимуществу не на стороне Бомарше.
В 1785 г. Бомарше был ненадолго арестован (приказ короля Людовика был написан на семёрке пик), но вскоре выпущен на свободу.
Он снова выпустил «Мемуары», но уже без прежнего успеха, а комедия «La mère coupable» (1792), завершившая трилогию о Фигаро, встретила очень холодный приём.
Роскошное издание сочинений Вольтера, очень плохо исполненное, несмотря на потраченные на него громадные средства (Бомарше завёл для этого издания даже особую типографию в Келе), принесло Бомарше почти около миллиона убытка. Значительные суммы он потерял также в 1792 году, взяв на себя так и не исполненное обязательство поставить 60 000 ружей французской революционной армии, закупив в Нидерландах (Бомарше, поселившийся в роскошной резиденции напротив того места, где когда-то стояла Бастилия, участвовал в революции на ранних этапах, но затем усматривал в ней излишества). От наказания он избавился только благодаря бегству в Лондон, а затем — в Гамбург, откуда вернулся лишь в 1796 году. В связи с этим делом Бомарше пытался оправдаться в «Mes six époques», предсмертном сочинении, которое, однако, не вернуло ему симпатий публики. Умер он 18 мая 1799 года.

## Библиография

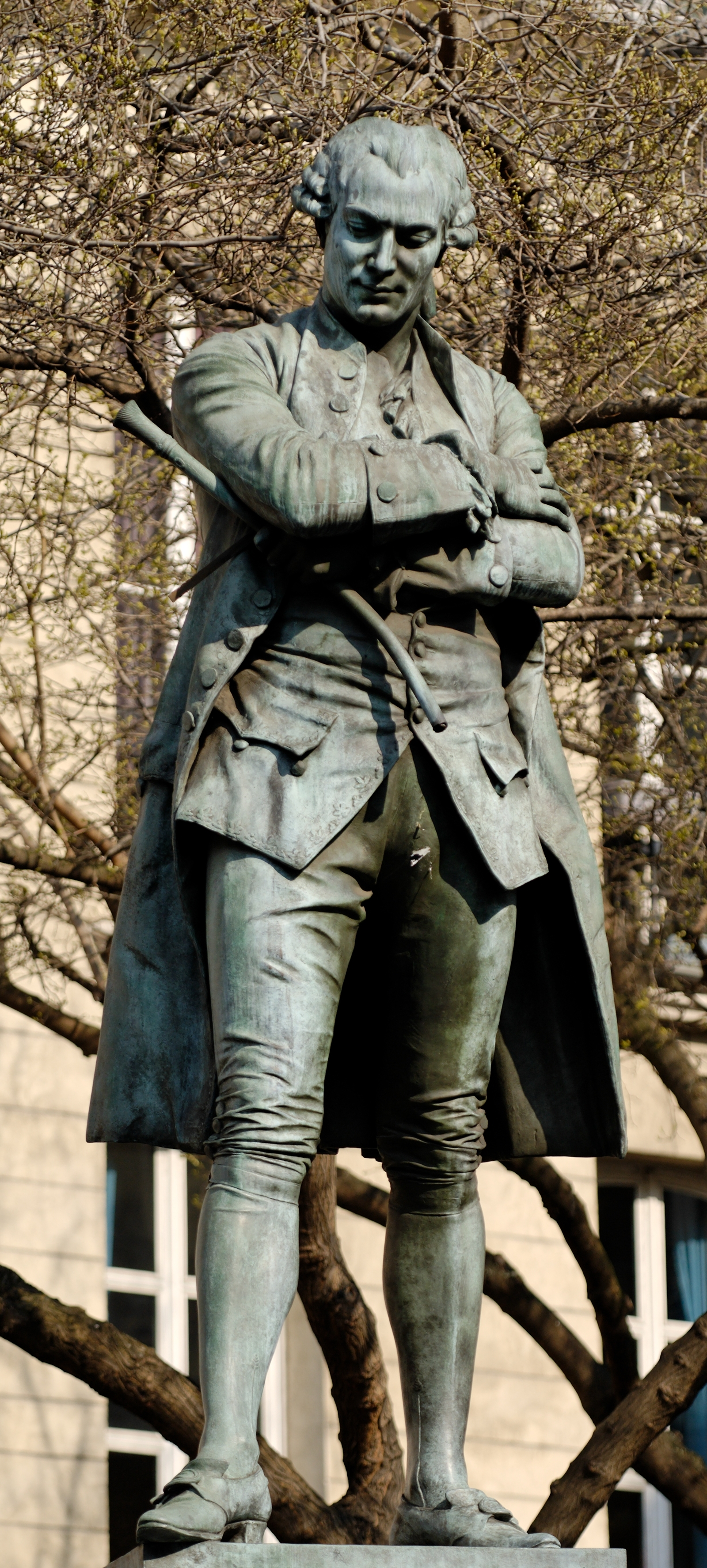
Памятник в Париже (1897)

## Память
Именем Бомарше был назван один из бульваров в Париже.
Изображён на французской почтовой марке 1967 года.

## Образ в кино
- «Наполеон» (немой, Франция, 1927) — актёр Анри Больё[фр.]
- «Тайны Версаля» (Франция, 1954) — актёр Бернар Деран[фр.]
- «Бомарше» (фр. Beaumarchais, l'insolent), Франция, 1996 — актёр Фабрис Лукини[7]

## Образ в литературе
Бомарше — один из ключевых персонажей романа Лиона Фейхтвангера «Лисы в винограднике»